# Flamenco (film, 1995)
Pour les articles homonymes, voir Flamenco.
Série
Flamenco, Flamenco
(2010)
Pour plus de détails, voir Fiche technique et Distribution.
Flamenco est un film espagnol réalisé par Carlos Saura, sorti en 1995.

## Synopsis
Flamenco est un ensemble de chants et danses interprétés par les plus grands noms du flamenco. Un narrateur explique les origines de cet art. Les différents types de flamenco sont illustrés par un chant, une danse : bulerías, farruca, fandango, martinete, tango, siguiriyas, rumba...

## Fiche technique
- Titre original : Flamenco
- Réalisation : Carlos Saura
- Scénario : Carlos Saura
- Direction artistique : Eduardo Hidalgo
- Costumes : Amelia, Rafael Palmero, Graciela Rubio
- Photographie : Vitorio Storaro
- Son : Tim Summerhayes
- Musique : José Miguel Carmona, Juan Carmona
- Direction musicale : Isidro Muñoz
- Montage : Pablo G. del Amo
- Production : Juan Lebrón
- Production exécutive : José López Rodero
- Sociétés de production : Canal+ España, Juan Lebrón Producciones, Junta de Andalucía, Radio Television de Andalucia, Sociedad General de Autores, Sogepaq
- Société de distribution : Sogepaq Distribución
- Pays de production :  Espagne
- Langue originale : espagnol
- Format : Couleur - 35 mm - 1,85:1 - Son Dolby Digital
- Genre : film musical
- Durée : 100 minutes
- Date de sortie : 
  - Espagne : 16 juin 1995

## Distribution
- José Luis Gómez : Narrateur
- Artistes :

Manuel Agujetas, Antonio Toscano, Aurora Vargas, Belén Maya, Carmen Linares, Chano Lobato (es), El Chocolate, Dieguito de la Margara, Duquende, Joaquín Grilo, El Mono, Enrique Morente, Farruco, Farruquito (es), Fernanda de Utrera, Joaquín Cortés, José Menese (es), José Mercé, Juana La Del Revuelo, Ketama (Antonio Carmona, José Miguel Carmona, Juan José Carmona, La Macanita, La Paquera de Jerez, Lole y Manuel, Manuela Carrasco (es), Manuela Núñez, María Pagés, Mario Maya (es), Matilde Coral (es), Merche Esmeralda, Manolo Sanlúcar, Juan Moneo ("El Torta"), Manuel Moneo (es), Manzanita (es), Paco de Lucía, Pepe de Lucía, Paco Luca, Paco Toronjo (es), Potito, Rancapino (es), Remedios Amaya, Rocío Jurado, Sebastiana, Tomatito
- Compagnie de danseurs :

Las Peligro, École de flamenco Matilde Coral, Cané, Marche Esperanza, Cobo de la Peña/Tío José de Paula, Familia Farruco, Mario Maya

## Distinctions

### Nominations
- 1995 : Camerimage Grenouille d'Or pour Vitorio Storaro.
- 1996 : Prix Goya de la meilleure photographie pour Vitorio Storaro.